# 藤沼貴
藤沼 貴（ふじぬま たかし、1931年12月 ‐ 2012年1月9日）は、日本のロシア文学者。早稲田大学名誉教授。日本トルストイ協会会長も務めた。
中華民国遼寧省生まれ。早大文学部大学院博士課程中退。1997年まで早大教授、のち創価大学特任教授。主にトルストイを研究翻訳し、三大長編「アンナ・カレーニナ」、「戦争と平和」、「復活」を全て訳した。「あてし」と読むこともある。2005年「カラムジン研究」で早大文学博士。
1990年代に、NHKラジオ「ロシア語講座」の講師であった。
2012年1月9日、肺炎のため死去。80歳没。妻はロシア歌曲を紹介するNPO法人「ヘラルドの会」創設者の藤沼敦子。

## 著書

### 単著
- 『トルストイの生涯』（第三文明社〈レグルス文庫〉, 1993年／同・第三文明選書、2020年）
- 『ロシアその歴史と心』（第三文明社, 1995年）
- 『近代ロシア文学の原点――ニコライ・カラムジン研究』（れんが書房新社, 1997年）
- 『トルストイ』（第三文明社, 2009年）- 集大成の大著
- 『トルストイ・クロニクル　生涯と活動』（東洋書店〈ユーラシア・ブックレット〉, 2010年）- 小冊子
- 『トルストイと生きる』（春風社, 2013年）- 研究論考の遺著

### 共著
- （城田俊）『ロシア語3か月』（白水社, 1969年）
- （佐藤純一）『NHKロシア語・歌と詩』（日本放送出版協会, 1973年）
- （小野理子・安岡治子）『ロシア文学案内 新版』（別冊岩波文庫, 2000年）

### 編著・共編著
- 『ロシア民話の世界』（早稲田大学出版部, 1991年、新版1996年）
- 『研究社和露辞典』（研究社, 2000年、改訂版2011年）
- 『ロシア語ハンドブック』（東洋書店, 2007年、改訂版2009年、新版2016年）
- 水野忠夫・井桁貞義『はじめて学ぶロシア文学史 シリーズ・はじめて学ぶ文学史（5）』（ミネルヴァ書房, 2003年）

### 主な訳書
- トルストイ 『幼年時代』（岩波文庫, 1968年）
- トルストイ 『少年時代』（岩波文庫, 1971年）
- トルストイ 『アンナ・カレーニナ』（講談社〈世界文学全集47．48〉／講談社文庫（全3巻）, 1975年）
- トルストイ 『戦争と平和』（講談社〈世界文学全集49．50．51〉／岩波文庫（全6巻）, 2006年、ワイド版2014年）- 改訳版
- トルストイ 『復活』（横田瑞穂共訳、講談社〈世界文学全集52〉／岩波文庫（上下）, 2014年）- 改訳版
- 『トルストイの民話』（福音館書店〈福音館古典童話シリーズ 27〉, 1989年）